# Limnophyes fischer
Limnophyes fischer är en tvåvingeart som först beskrevs av Jean-Jacques Kieffer 1923.  Limnophyes fischer ingår i släktet Limnophyes och familjen fjädermyggor.
Artens utbredningsområde är Tyskland. Inga underarter finns listade i Catalogue of Life.